# Вирадору
Вирадору (порт. Viradouro) — муниципалитет в Бразилии, входит в штат Сан-Паулу. Составная часть мезорегиона Рибейран-Прету. Входит в экономико-статистический микрорегион Барретус. Население составляет 18 084 человека на 2006 год. Занимает площадь 219,044 км². Плотность населения — 82,6 чел./км².

## История
Город основан 23 марта 1918 года.

## Статистика
- Валовой внутренний продукт на 2003 составляет 139 034 386,00 реалов (данные: Бразильский институт географии и статистики).
- Валовой внутренний продукт на душу населения на 2003 составляет 8125,44 реала (данные: Бразильский институт географии и статистики).
- Индекс развития человеческого потенциала на 2000 составляет 0,798 (данные: Программа развития ООН).